# Бельви (Франция)
Бельви́ (фр. Belvis) — коммуна во Франции, находится в регионе Лангедок — Руссильон. Департамент коммуны — Од. Входит в состав кантона Белькер. Округ коммуны — Лиму.
Код INSEE коммуны — 11036.

## Население
Население коммуны на 2008 год составляло 179 человек.
| 1962 | 1968 | 1975 | 1982 | 1990 | 1999 | 2008 |
| ---- | ---- | ---- | ---- | ---- | ---- | ---- |
| 264  | 245  | 187  | 166  | 153  | 169  | 179  |

## Экономика
В 2007 году среди 108 человек в трудоспособном возрасте (15—64 лет) 66 были экономически активными, 42 — неактивными (показатель активности — 61,1 %, в 1999 году было 59,6 %). Из 66 активных работали 57 человек (33 мужчины и 24 женщины), безработных было 9 (5 мужчин и 4 женщины). Среди 42 неактивных 12 человек были учениками или студентами, 12 — пенсионерами, 18 были неактивными по другим причинам.